# Cleome microaustralica
Cleome microaustralica är en paradisblomsterväxtart som beskrevs av H.H. Iltis. Cleome microaustralica ingår i släktet paradisblomstersläktet, och familjen paradisblomsterväxter. Inga underarter finns listade i Catalogue of Life.